# Limnophyes truncorum
Limnophyes truncorum är en tvåvingeart som beskrevs av Maurice Emile Marie Goetghebuer 1921. Limnophyes truncorum ingår i släktet Limnophyes och familjen fjädermyggor. Inga underarter finns listade i Catalogue of Life.